# Goélette à hunier

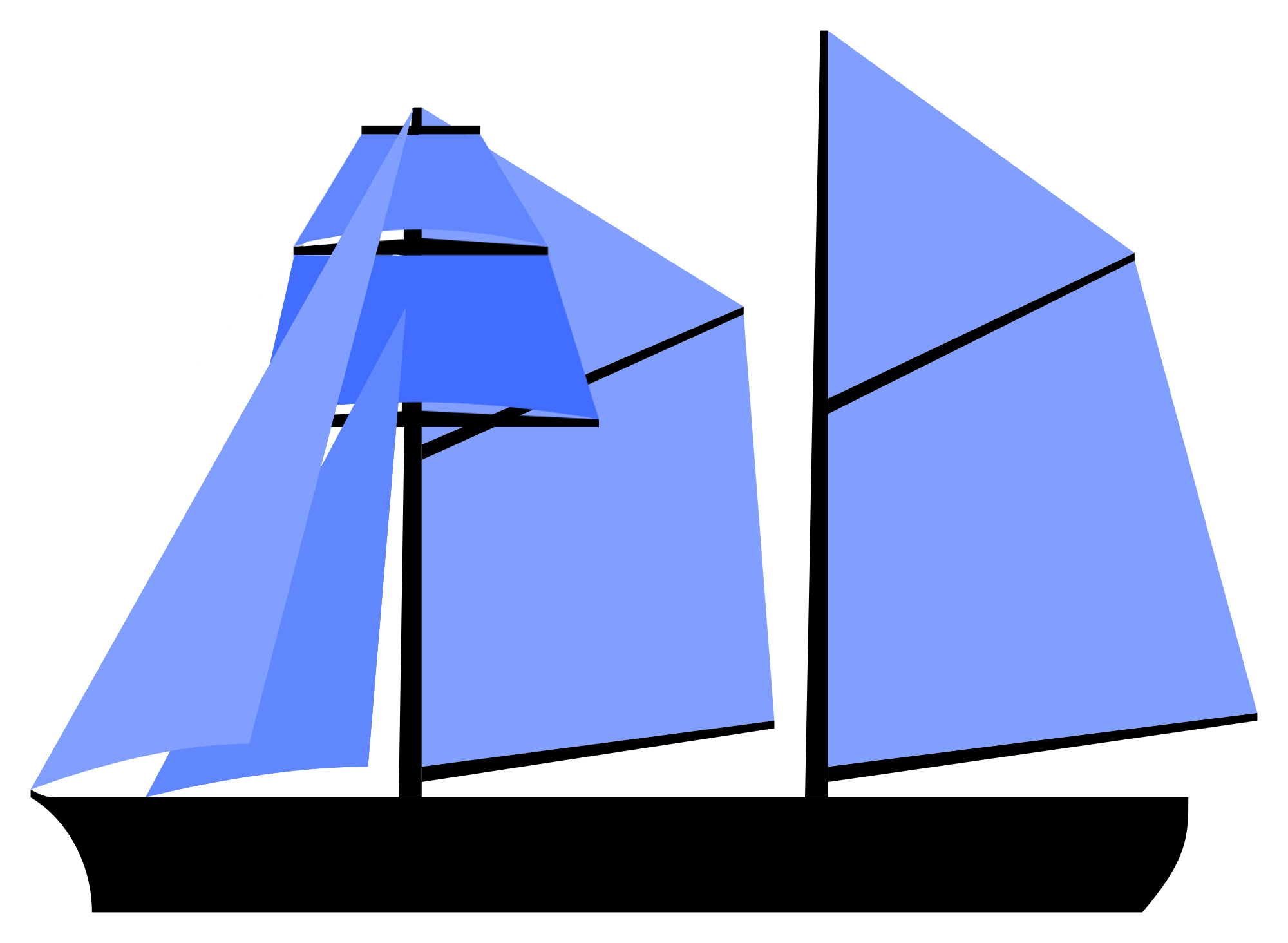
Goélette à hunier classique

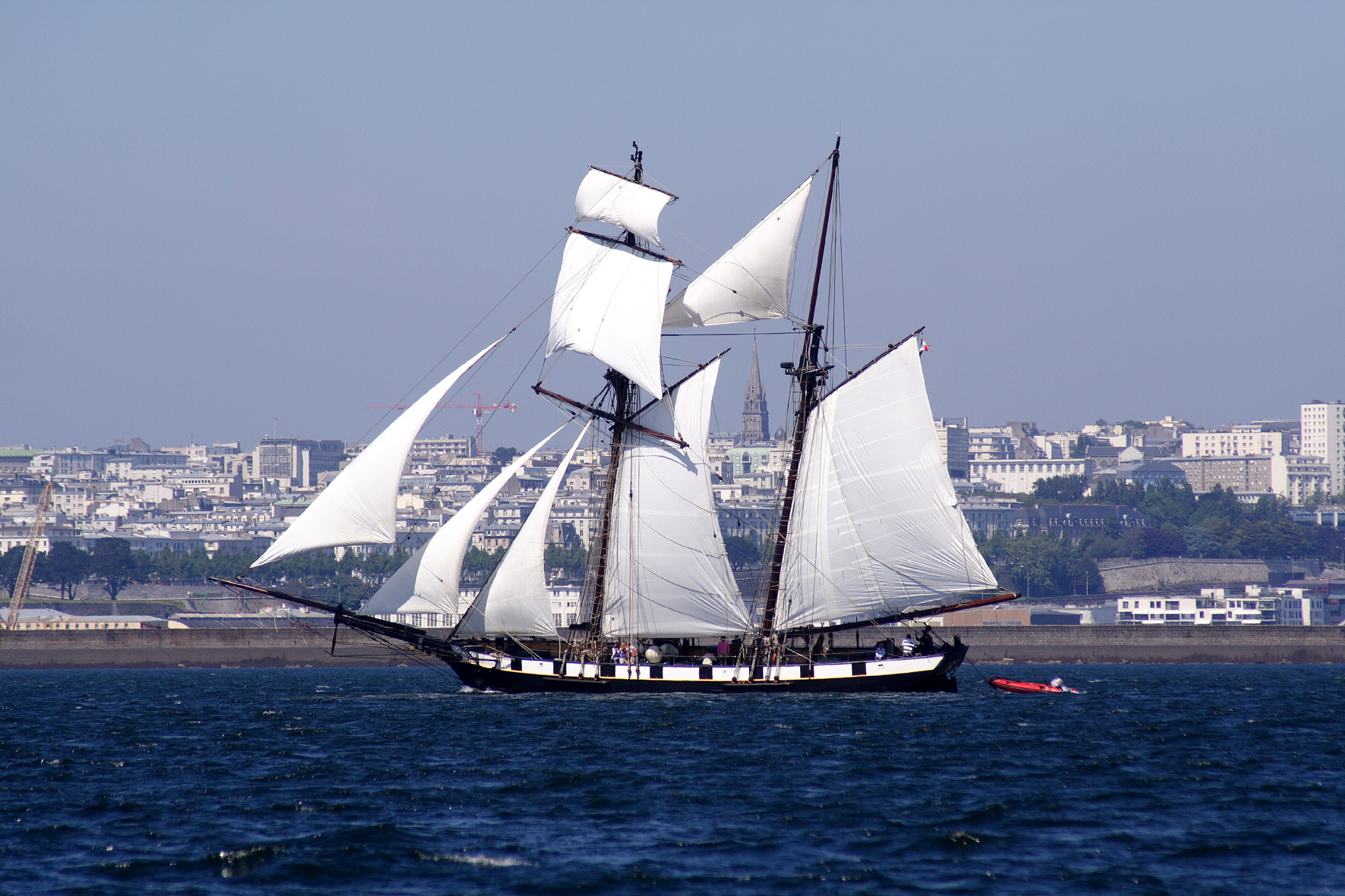
La Recouvrance en 2008

Une goélette à hunier(s) (« topsail schooner » en anglais) est une goélette dont la voile de misaine (aurique) est surmontée d'une ou plusieurs voiles carrées nommées huniers.
Le terme goélette carrée existe aussi pour désigner ce type de goélette, il est moins utilisé.

## Historique et usages
Les précurseurs de la goélette à hunier furent construits pour la première fois à Baltimore aux États-Unis au XVIIIe siècle, c'est pourquoi ces navires élégants et rapides furent nommés « clippers de Baltimore » ou « clippers baltimoriens ». S'ensuivit un usage pour le transport commercial, principalement le cabotage et pour la pêche (« goélettes islandaises »).
Dans la marine à voile, les goélettes à huniers ont été utilisées comme avisos.

## Typologie et variantes du gréement d'une goélette à hunier

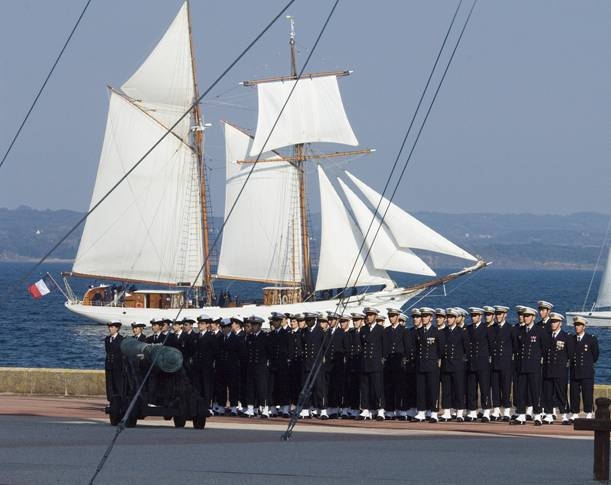
Les sister-ships lÉtoile et la Belle Poule sont des goélettes à hunier

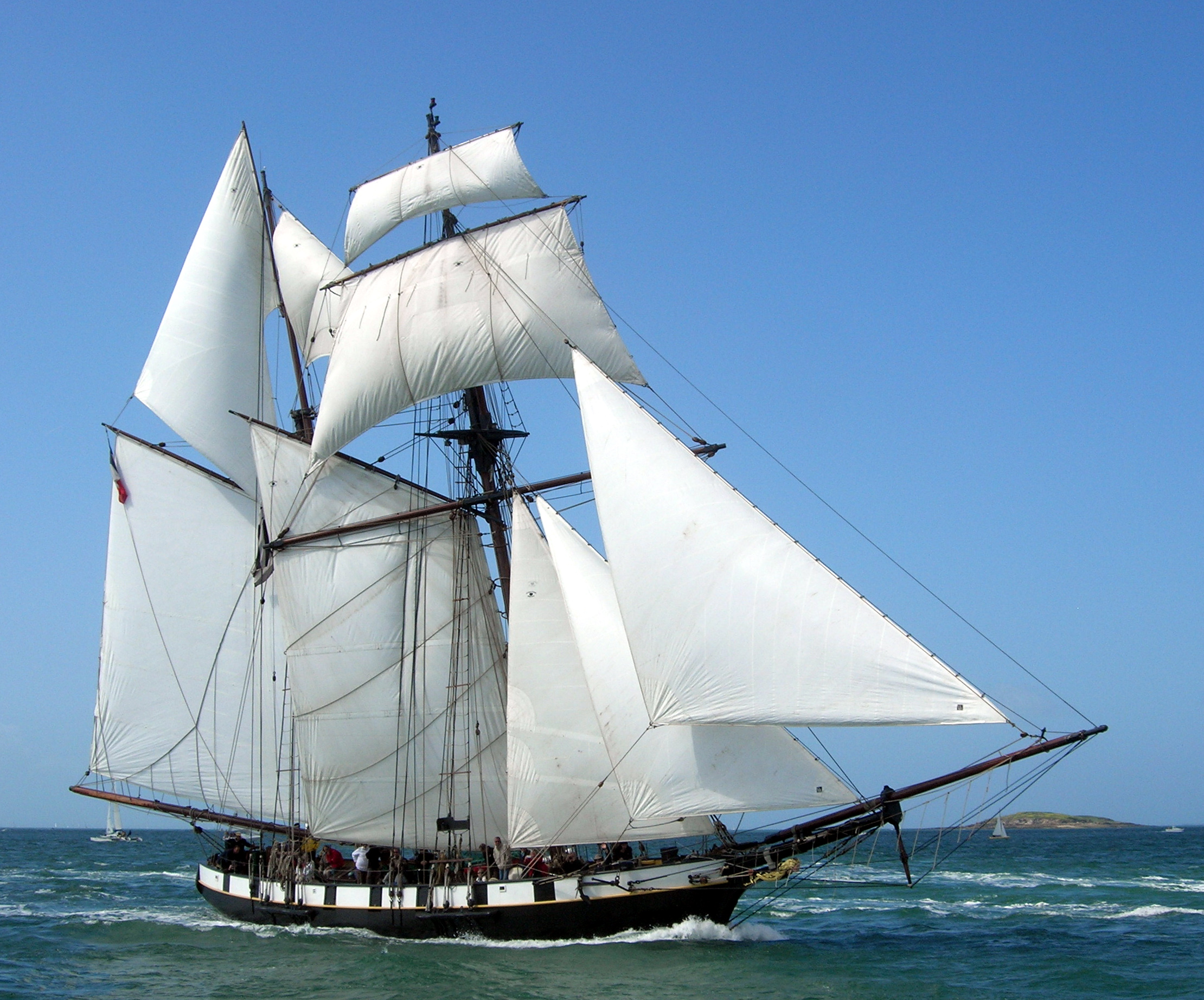
La Recouvrance, exemple classique de goélette à huniers

Une goélettes à huniers a une grande voile aurique à la base de chaque mât dont une, au moins, est complétée par une ou plusieurs voile(s) carrée(s), le(s) hunier(s). Ceci la distingue du brick-goélette, du trois-mâts goélette et du trois-mâts barque, qui disposent d'un à deux phares carrés, c’est-à-dire des mâts entièrement gréés de voiles carrées. Elle se distingue de la goélette franche par le fait que cette dernière ne portent aucun hunier, ses voiles auriques pouvant être surmontées de flèches.
La présence de huniers sur le mât de misaine est la configuration la plus fréquente. Plus rarement, certaines goélettes disposent de huniers sur d'autres mâts (grand mât ou autre).
Lorsqu’un mât porte un hunier, le bas-mât porte une hune et est prolongé par un mât de hune équipé de deux, trois, ou rarement quatre vergues destinées à établir des huniers.
| Configuration classique de goélette                |  |  |  |
| Configuration rare de goélette à huniers multiples |  |  |  |
| -------------------------------------------------- |  |  |  |

## Quelques goélettes à hunier encore visibles

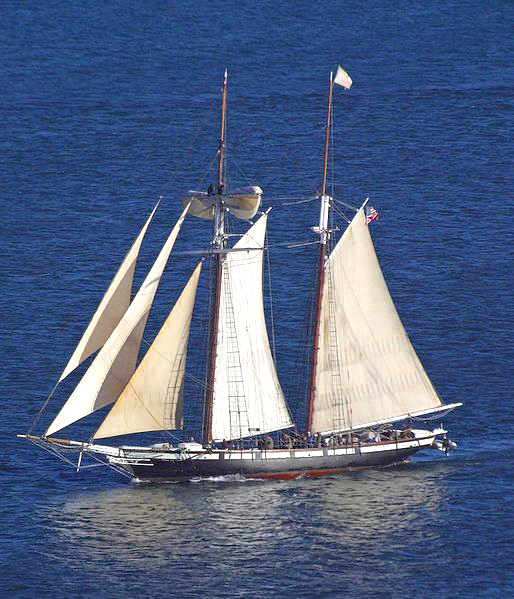
La goélette à hunier Californian

### En état de naviguer
- Le Solway Lass (1902)  Australie.
- La Belle Poule (1932)  France.
- L' Étoile (1932)  France.
- L' Étoile de France (1938)  France.La goélette à hunier Jacob Meindert

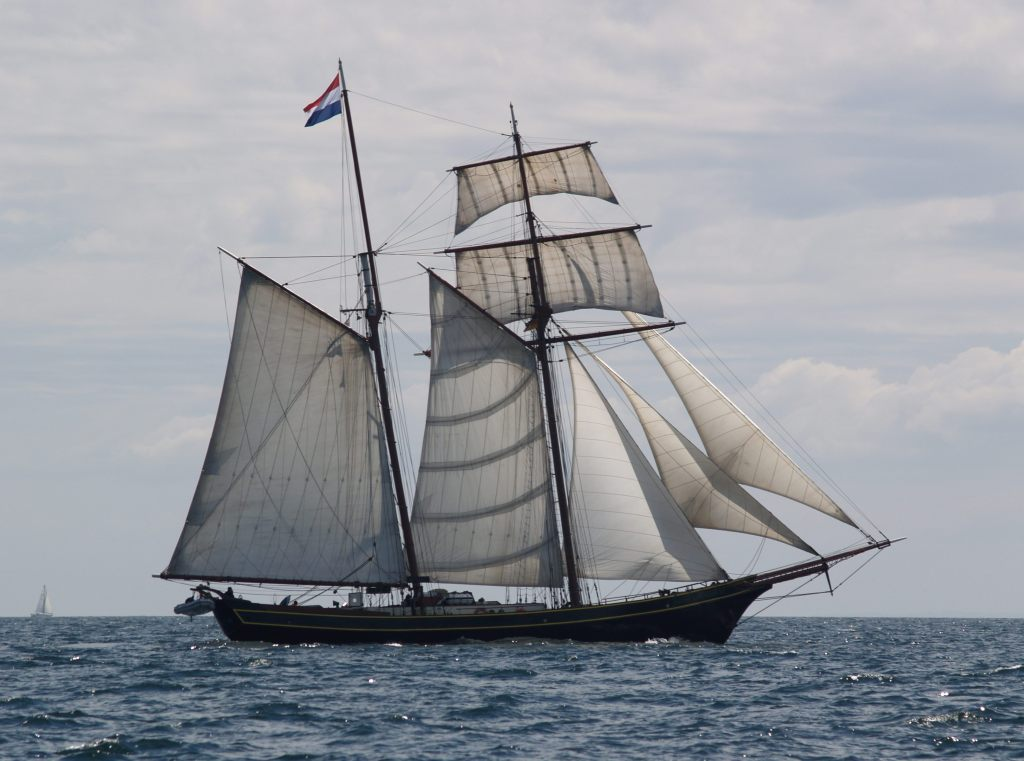
La goélette à hunier Jacob Meindert

- Le Jacob Meindert (1952) et le JR Tolkien (1964)  Pays-Bas.
- Le Shenandoah (1964)  États-Unis.
- Le R. Tucker Thompson (1985)  Nouvelle-Zélande.
- Le Wylde Swan (2010)  Pays-Bas, ancien chalutier de 1920 reconverti.

### Répliques ou bateaux musées
- La Amistad (1939) réplique de bateau d'un ancien schooner négrier.
- Le Californian (1984),  États-Unis.
- Le Pacific Swift (1986),  Canada.
- Le Pride of Baltimore II (1988),  États-Unis.
- La Recouvrance (1991) goélette ambassadrice du port de Brest  France.
- Le Sadko (1993),  Russie.
- Le Lynx (2001),  États-Unis.